# Remoção de favelas

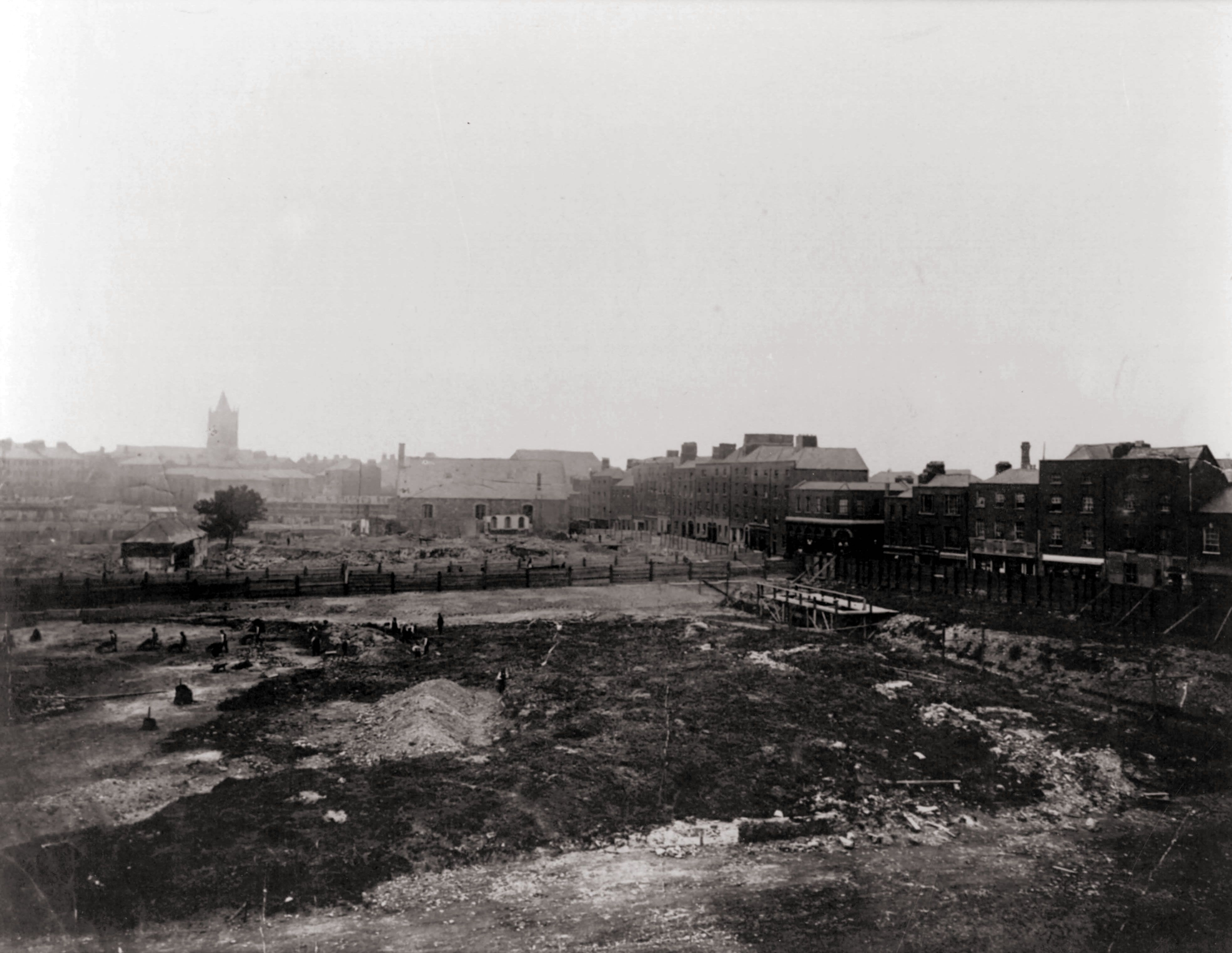
Eliminação dos cortiços de Dublin por volta de 1900

A remoção de favelas, despejo ou remoção de favelas é uma estratégia de renovação urbana usada para transformar assentamentos de baixa renda e má reputação em outro tipo de desenvolvimento ou habitação. Esta tem sido uma estratégia para redesenvolver as comunidades urbanas; por exemplo, planos de remoção de favelas foram exigidos no Reino Unido pela Housing Act of 1937, enquanto que a Housing Act of 1937 encorajou estratégias de remoção semelhantes nos Estados Unidos. Frequentemente, mas nem sempre, estes programas são associados a programas de habitação pública ou outros programas de assistência às comunidades deslocadas.

## Razões
O conceito de renovação urbana e de eliminação de bairros degradados como método de reforma social surgiu na Inglaterra como reacção às condições cada vez mais restritas e insalubres dos pobres urbanos nas cidades em rápida industrialização do século XIX. A agenda que surgiu foi uma doutrina progressista que presumia que melhores condições de habitação reformariam os residentes moral e economicamente. Pode-se dizer que outro estilo de reforma, imposto pelo Estado por razões estéticas e de eficiência, começou em 1853, com o recrutamento do Barão Haussmann por Napoleão III para as reformas urbanas de Paris.
A remoção de favelas ainda é praticada hoje em diversas situações. Durante grandes eventos internacionais, como conferências e competições desportivas, sabe-se que os governos limpam à força áreas habitacionais de baixos rendimentos como estratégia para impressionar os visitantes internacionais e reduzir a visibilidade da aparente pobreza das cidades anfitriãs. Outras tentativas de remoção de favelas ocorreram devido a outras motivações, como a repressão da oposição política ou a tentativa de manter certas comunidades sob controle.

## Consequências
Os críticos argumentam que a remoção de favelas à força tende a ignorar os problemas sociais que causam as favelas. As famílias pobres que podem ficar abaixo do limiar de rendimento para pagar a substituição de habitações de baixos rendimentos, muitas vezes famílias que incluem crianças e adultos trabalhadores, precisam de um lugar para viver quando uma habitação adequada de baixos rendimentos é demasiado cara para elas. Além disso, os bairros degradados são frequentemente locais de economias informais que proporcionam empregos, serviços e meios de subsistência que de outra forma não estariam disponíveis na comunidade. Os urbanólogos Matias Echanove e Rahul Srivastava argumentam que muitos aspectos dos bairros de lata, nomeadamente o ambiente urbano descentralizado, de uso misto e coeso, são activos que vale a pena cultivar. Argumentar que a modernização dos bairros degradados (integração económica, assistência em infra-estruturas) é parcialmente responsável pelo rápido sucesso económico de Tóquio. A remoção de favelas remove a favela, mas negligenciar as necessidades da comunidade ou de sua população não elimina as causas que criam e mantêm a favela.
Da mesma forma, os planos para remover bairros degradados em vários contextos não ocidentais revelaram-se ineficazes sem habitação suficiente e outros apoios para as comunidades deslocadas. Os académicos descrevem estas estratégias como prejudiciais na Nigéria, onde a destruição de bairros degradados coloca ainda mais pressão sobre o já escasso parque habitacional, criando em alguns casos novos bairros degradados noutras partes da comunidade. A Operação Murambatsvina do Zimbabué foi amplamente criticada pela comunidade internacional, incluindo um relatório contundente da ONU que referiu violações dos direitos humanos juntamente com uma concepção deficiente do programa, que se estima ter deslocado pelo menos 700.000 moradores de bairros de lata.

## Alternativas
Governos mundo afora estão optando pela estratégia de "slum upgrading", a urbanização de favelas como uma solução alternativa a remoção de favelas, tendo como a finalidade de melhorar a qualidade dos serviços e da infra-estrutura para corresponder à comunidade desenvolvida na favela.
Um exemplo notável no Brasil foi o programa Favela-Bairro idealizado pelo arquiteto Luiz Paulo Conde, tendo início em 1995.